# Time Out of Mind
Time Out of Mind je třicáté studiové album amerického písničkáře Boba Dylana. Jeho nahrávání probíhalo v letech 1996 až 1997 v Criteria Recording Studios v Miami na Floridě. Album produkoval Daniel Lanois ve spolupráci s Jackem Frostem, což je Dylanův pseudonym. Album vyšlo v září 1997 u vydavatelství Columbia Records. V žebříčku 500 nejlepších alb všech dob časopisu Rolling Stone se album umístilo na 410. místě. Album rovněž získalo cenu Grammy.

## Seznam skladeb
Autorem všech skladeb je Bob Dylan.
| Pořadí         | Název                        | Délka |
| -------------- | ---------------------------- | ----- |
| 1.             | Love Sick                    | 5:21  |
| 2.             | Dirt Road Blues              | 3:36  |
| 3.             | Standing in the Doorway      | 7:43  |
| 4.             | Million Miles                | 5:52  |
| 5.             | Tryin' to Get to Heaven      | 5:21  |
| 6.             | 'Til I Fell in Love with You | 5:17  |
| 7.             | Not Dark Yet                 | 6:29  |
| 8.             | Cold Irons Bound             | 7:15  |
| 9.             | Make You Feel My Love        | 3:32  |
| 10.            | Can't Wait                   | 5:47  |
| 11.            | Highlands                    | 16:31 |
| Celková délka: | Celková délka:               | 72:50 |

## Obsazení
- Bob Dylan – kytara, harmonika, zpěv, klavír
- Bucky Baxter – akustická kytara, pedálová steel kytara
- Brian Blade – bicí
- Robert Britt – akustická kytara, elektrická kytara
- Cindy Cashdollar – slide kytara
- Jim Dickinson – klávesy, elektrické piano, harmonium
- Tony Garnier – basová kytara, kontrabas
- Jim Keltner – bicí
- David Kemper – bicí
- Daniel Lanois – kytara, dvanáctistrunná kytara
- Tony Mangurian – perkuse
- Augie Meyers – varhany, akordeon
- Duke Robillard – kytara
- Winston Watson – bicí